# Michelle Borth
Michelle Borth (New York, 19 augustus 1978) is een Amerikaanse actrice.

## Biografie
Borth werd geboren en groeide op in New York, in een gezin van drie kinderen. In haar tienerjaren wilde zij een toekomst in gymnastiek maar op een zomerkamp kwam zij in aanraking met acteren en toen besloot zij om hier haar toekomst op te richten. Zij heeft de high school doorlopen aan de John S. Burke Catholic High School in Goshen (New York). Hierna ging zij studeren aan de Pace University in Manhattan (New York) waar zij in 2001 haar bachelor of fine arts haalde in theater- en kunstgeschiedenis.

## Filmografie

### Films
Uitgezonderd korte films.
- 2021 The Christmas Thief - als Lana Lawton
- 2020 No Good Deed - als Karen
- 2019 Shazam! - als superheld Mary
- 2018 Conrad & Michelle: If Words Could Kill - als Katie Rayburn
- 2018 Devious Nanny - als Elise
- 2016 Teenage Cocktail - als Lynn Fenton
- 2012 Easy Rider: The Ride Back – als Vanessa Monteague
- 2011 A Good Old Fashioned Orgy – als Sue
- 2010 Matadors – als Juliana Lodari
- 2009 TiMER – als Steph Depaul
- 2007 Lucky You – als vriendin van Josh Cohen
- 2006 Trespassers – als Ashley
- 2006 Rampage: The Hillside Strangler Murders – als Nicole
- 2005 Komodo vs. Cobra – als Dr. Susan Richardson
- 2004 The Sisterhood – als Devin Sinclair
- 2003 Wonderland – als Sonia
- 2003 Silent Warnings – als Katrina Munro
- 2002 In Your Face – als Brittany Jarvis

### Televisieseries
Uitgezonderd eenmalige gastoptredens.
- 2010 – 2020 Hawaii Five-0 – als Catherine Rollins – 60 afl.
- 2011 Combat Hospital – als majoor Rebecca Gordon – 13 afl.
- 2010 Dark Blue – als Sharon Perry – 2 afl.
- 2009 – 2010 The Forgotten – als Candace Butler – 17 afl.
- 2007 Tell Me You Love Me – als Jaime – 10 afl.

- Gemeinsame Normdatei: 1062997999
- International Standard Name Identifier: 0000 0003 9364 4384
- Library of Congress Control Number: no2014144051
- Nederlandse Thesaurus van Auteursnamen: 330733850
- Virtual International Authority File: 287919816
- WorldCat: E39PBJmTtmpDHBQPgrp7CxmKh3